# Gilbert Diendéré
Gilbert Diendéré (ur. w 1960) – burkiński generał, od 17 do 23 września 2015 przewodniczący Narodowej Rady na rzecz Demokracji, szef rządu wojskowego i głowa państwa.

## Życiorys
Diendéré był zaangażowany w zamach stanu przeciwko prezydentowi Thomasowi Sankarze w 1987 roku. Podczas rządów Blaise Compaoré był jednym z jego najlojalniejszych współpracowników w armii. Zajmował stanowiska szefa Sztabu Generalnego oraz dowódcy elitarnego Regimentu Ochrony Prezydenckiej (fr. Régiment de la Sécurité Présidentielle). Po rewolucji w 2014 roku Gilbert Diendéré został pozbawiony wszelkich stanowisk, lecz pozostał jednym z najbardziej wpływowych żołnierzy. 
W dniach 16 i 17 września 2015 grupa żołnierzy pod dowództwem Diendérégo dokonała zamachu stanu obalając prezydenta Michela Kafando i premiera Isaaca Zidę. Władzę w kraju przejęła junta wojskowa, Narodowa Rada na rzecz Demokracji (fr. Conseil national pour la Démocratie).
Przewrót spotkał się z oporem ze strony społeczeństwa jak i kontrą ze strony dowódców wojskowych wiernych obalonemu szefowi państwa. Po interwencji dyplomatycznej państw członkowskich ECOWAS, 23 września 2015 junta generała Diendéré postanowiła o swoim rozwiązaniu i zwróceniu władzy prezydentowi Kafando oraz premierowi Zidzie.